# Dhadd
Dhadd (Panjabi ਢੱਡ ḍhaḍ) auch ḍhāḍ oder dhadh, ist eine kleine zweifellige Sanduhrtrommel, die im nordwestindischen Bundesstaat Punjab von den Dhadi (Dhadhi) genannten Musikern und Sängern zusammen mit der Streichlaute sarangi zur Begleitung epischer Gesänge gespielt wird. Dhadi heißt auch der weltliche punjabische Volksmusikstil und der von Sikhs gepflegte religiöse Gesangsvortrag. Dhadi jatha bezeichnet das aus drei Musikern bestehende Ensemble, das bei der religiösen Musik der Sikhs um einen Sprecher ergänzt wird, der den historischen Hintergrund der Lieder vermittelt. Die am häufigsten erzählten weltlichen Geschichten handeln von mythischen Liebespaaren, die durch das Schicksal getrennt wurden, und von ihrer ewigen Suche nach Wiedervereinigung. Die religiösen Themen beinhalten im Kern die Suche nach dem Göttlichen, die als verlustreicher Kampf menschlicher Helden beschrieben wird.

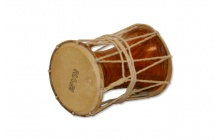
Dhadd

## Bauform
Der Korpus der dhadd besteht aus einem ausgehöhlten Holzblock, der außen sanduhrförmig gedrechselt und glatt geschliffen wurde. Die beiden etwa gleich große Membrane bestehen aus ungegerbter Tierhaut, die über kreisrunde Ringe gezogen, umgeschlagen und festgeklebt werden. Die Membranringe sind etwas größer als die Enddurchmesser des Korpus. Sie werden auf die Korpusöffnungen gelegt und gegeneinander mit einer dicken umlaufenden Schnur V-förmig verspannt. Die flexible Verschnürung wird mittig mit einer quer verlaufenden Schnur umwickelt und entsprechend der gewünschten Tonhöhe angespannt. Eine engere Einschnürung ergibt einen höheren Ton.
Der Musiker hält die Trommel mit der linken Hand um die Taille des Korpus annähernd waagrecht nach vorn in Höhe des Oberkörpers und schlägt mit den Fingern der rechten Hand auf das obere Trommelfell. Den linken Daumen hat er unter die Verschnürung gesteckt, mit den übrigen Fingern umgreift er die Trommel oberhalb der Schnüre. Um während des Spiels einen höheren Ton oder einen jaulenden Ton von wechselnder Höhe zu produzieren, drückt er die flexible Verschnürung mit der Hand etwas zusammen. Diese Methode funktioniert bei einer derart kleinen Sanduhrtrommel. Bei der etwas größeren hurka, die in Garhwal und anderen Regionen im Bundesstaat Uttarakhand am Südrand des Himalaya gespielt wird, hängt sich der Musiker die Sanduhrtrommel mit einem Gurt, der an der mittigen Schnur befestigt ist, um die linke Schulter. Wenn er nun den Arm mit der Trommel ausstreckt, zieht er an der Verschnürung und erhöht so den Ton. Die dritte Methode praktiziert der Spieler der südindischen idakka, der sein Instrument unter der linken Armbeuge eingeklemmt hält und durch Zusammendrücken der Verschnürung einen Tonraum von bis zu zwei Oktaven spielbar macht. Die dhadd entspricht in Größe und Form weitgehend der noch etwas kleineren Sanduhrtrommel damaru, wobei letztere zu den Rasseltrommeln zählt. Zwei an Schnüren befestigte Steinchen schlagen durch schnelles Drehen des damaru gegen die Trommelfelle und erzeugen ein klackendes Geräusch. Bei der dhadd fehlen diese Rasselsteinchen. Das Trommelfell der dhadd wird mit schnellen Schlagfolgen der einzelnen Finger senkrecht oder in einem flachen Winkel gleitend bespielt.

## Herkunft und Verbreitung

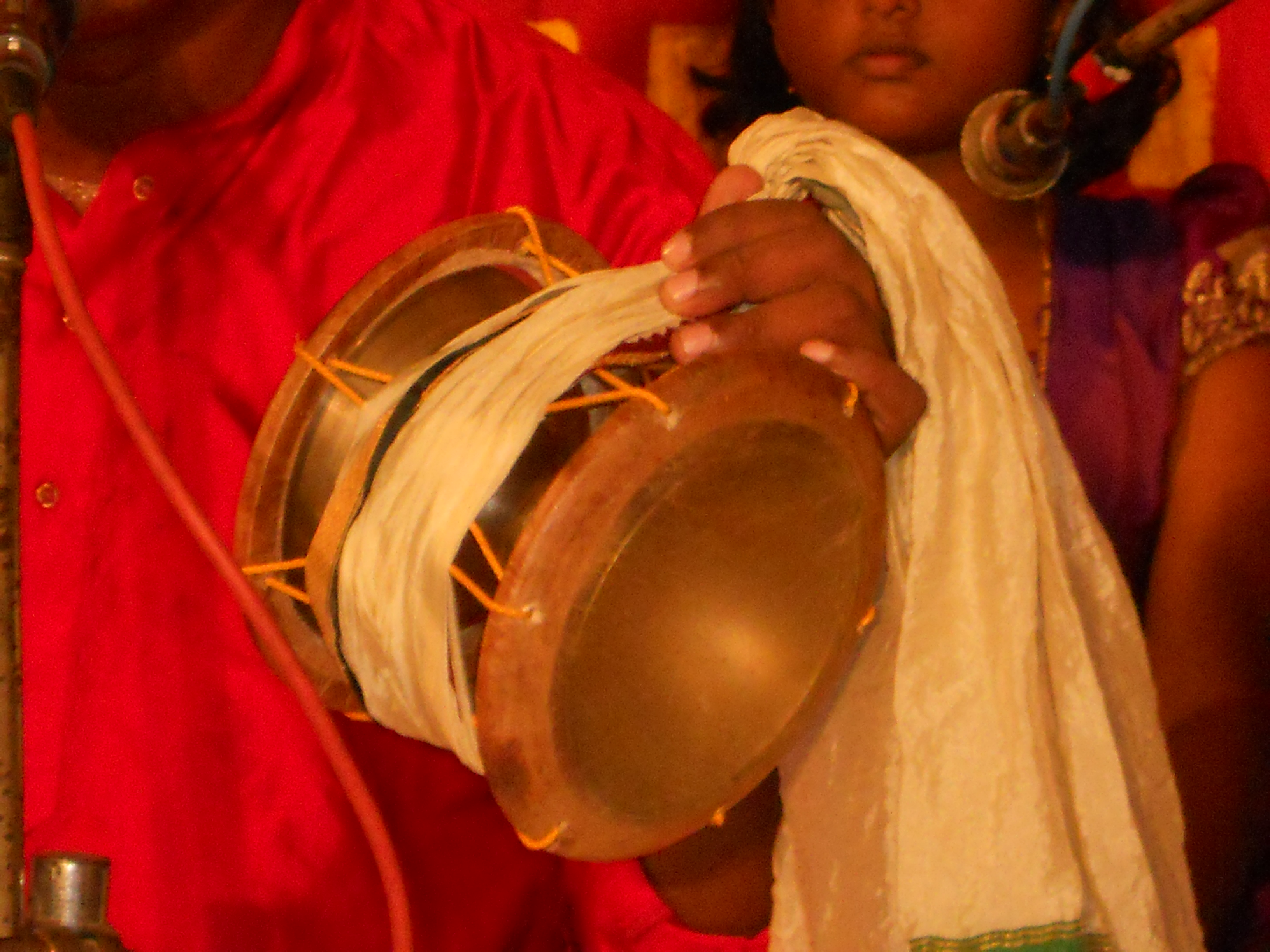
Die südindische Tempeltrommel udukai gehört zum Kult der hinduistischen Muttergöttin Mariyamman.

Sanduhrtrommeln haben in Indien eine Tradition, die weit in vorchristliche Zeit zurückreicht und genießen meist eine religiöse Wertschätzung. An buddhistischen Kultstätten (Stupas) sind Steinreliefs mit Abbildungen von Sanduhrtrommeln ab dem 2. Jahrhundert v. Chr. erhalten. Die in der altindischen Literatur als Attribute in den Händen von Göttern (devas) beschrieben Trommeln wurden auf Sanskrit panava oder alingya genannt. Am bekanntesten ist der kleine damaru, mit dem Gott Shiva in Gestalt des Nataraja den kosmischen Tanz (tandava) aufführt.
Größere Sanduhrtrommeln, die hudukka und huruk genannt wurden, sind in Mogulmalereien seit dem 16. Jahrhundert in Musik- und Tanzszenen abgebildet; neben der doppelten Kesseltrommel naqqara und der Rahmentrommel daira. Mehrere heutige Sanduhrtrommeln wie die südindischen Tempeltrommeln udukkai und idakka sind namensverwandte Nachfahren der mittelalterlichen Trommel. Keine Spannschnüre besitzt die von Straßenmusikern verwendete budbudiki, die (gemessen an einem Exemplar vom Ende des 19. Jahrhunderts) nur acht Zentimeter lang ist. In ähnlicher Weise zur Liedbegleitung wie die dhadd wird die tudi in Karnataka eingesetzt. In Garhwal kommt neben der hurka die ähnlich große daunr vor, deren Membranen zwar ebenso mit Schnüren verspannt sind, deren Tonhöhe aber während des Spiels nicht verändert wird.
Zum Wortumfeld dhadd gehören in Nordindien mehrere unterschiedlich geformte Röhrentrommeln. Die im Punjab bei Festveranstaltungen und Familienfeiern meist verwendete Trommel ist die fassförmige dholak. Der Name bezeichnet eine Vielzahl von zweifelligen Trommeln in ganz Nordindien, die in der Regel mit den Händen gespielt werden. Etwas größere, mit Stöcken geschlagene Röhrentrommeln werden allgemein als dhol, dhole oder dhak bezeichnet. Die Bandbreite reicht von der übergroßen Fasstrommel dhak in Westbengalen und Assam, die bei Hindu-Festen wie Durga Puja unverzichtbar ist, bis zu kleinen dholaks, mit denen junge Frauen bei Hochzeiten improvisieren oder die Bettelmusiker auf der Straße einsetzen. Als dhak wird im südlichen Rajasthan eine gänzlich andere Sanduhrtrommel bezeichnet, die in den Dörfern der Mina-Kaste bei Besessenheitsritualen eine Rolle als göttliches Symbol spielt. Benachbarte Ethnien im Vindhyagebirge verwenden ebenfalls eine solche dhak. Weitere regionale Namensvarianten für Sanduhrtrommeln in Zentralindien sind dhakka und dhanka. Die im Punjab gespielte regionale Variante der Streichlaute sarangi wird auch dhad sarangi genannt.

## Geschichte der Dhadi-Musiker
Im Punjab besitzen Dhadis, also die dhadd und sarangi spielenden Musiker und Sänger, einen hohen Stellenwert innerhalb der Volksmusik, weil sie in ihren Balladen das Alltagsleben sowie Geschichten und Gebräuche der Region zum Ausdruck bringen. Während die Vorgeschichte der Dhadis länger zurückreicht, tauchen sie seit dem 15. Jahrhundert in der Literatur auf. Im Adi Granth, der heiligen Schrift der Sikhs, kommt mehrfach das Wort dhadi vor. Guru Nanak (1469–1539), der Gründer des Sikhismus, komponierte religiöse Lieder (nirgun bhajan). Er, Amar Das (1479–1574) und weitere nachfolgende Gurus bezeichneten sich selbst als dhadi und verstanden sich damit als ein Sänger, der zum Ruhm Gottes Lieder vorträgt.
Im 15. und 16. Jahrhundert trugen viele muslimische Berufssänger (rabābī), die sich auf der Zupflaute rabāb begleiteten, zur Verbreitung der Sikh-Musik bei. Die rabāb war der Vorläufer der im 19. Jahrhundert eingeführten sursingar und unterschied sich von der afghanischen rubāb. Ende des 16. Jahrhunderts, als professionelle Sänger wegen höherer Lohnforderungen in den Streik getreten waren, traten Amateursänger (raggī) teilweise an ihre Stelle. Die religiösen Balladensänger (dhadi) bildeten die dritte und besonders beliebte Gruppe der Sikh-Musiker.
Gemäß dem von Kahan Singh Nabha 1930 auf Panjabi verfassten Mahan Kosh, dem umfangreichen Standardlexikon zur Sikh-Literatur, ist Dhadi ein Preissänger, der Lieder über heldenhafte Krieger zur Begleitung der dhadd singt. An den Höfen der Rajputen-Herrscher waren Barden – Bhatts (gelehrte Brahmanen) oder Dhadis – angestellt, die mit ihren epischen Versen (var) die Heldentaten der Vorfahren besangen. Diesen auch im Volk beliebten Gesangsstil übernahmen die Sikhs für ihre religiösen Lieder. Der fünfte Guru Arjan Dev (1563–1606) fügte die von seinen Vorgängern verfassten Verse (gurbani) im Adi Granth zusammen. Zu neun dieser Verse wählte er erstmals Melodien bekannter Heldenlieder aus, die inhaltlich jedoch mit den religiösen Texten nichts zu tun haben.
Die heute bekannten Dhadi-Tradition begann mit seinem Nachfolger, dem sechsten Guru Har Gobind (1595–1644). Um den Kampfesmut seiner Armee zu befeuern, ließ er Dhadis an seinem Hof Heldenlieder vortragen. Die Namen einiger damals berühmter Dhadis sind überliefert. Erst als sich nach dem letzten Guru Gobind Singh (1666–1708) mit dem Tod des Militärführers Banda Singh Bahadur 1716 die Gemeinschaft der Sikhs spaltete und in mehreren verlustreichen Kämpfen gegen das Mogulreich ihre Bedeutung verlor, ging auch die Unterstützung für die Dhadis zurück.
Arabische Händler erreichten in früheren Zeiten mit Kamelkarawanen über Iran und Afghanistan den Nordwesten Indiens. Was sie abends an Liedern sangen verschmolz mit der regionalen Volksmusik zum dhapa genannten und auf Panjabi gesungenen Stil. In den dhapa-Liedern geht es um die tragische Liebesgeschichte zwischen der reichen und schönen Hir aus der Jat-Volksgruppe und dem umherziehenden Ranjha, der am Hof ihres Vaters als Kuhhirte angestellt wird und schön die Flöte (bansuri, regional wanjhli) bläst. Die Hir-Ranjha-Liebesgeschichte wurde in der Versform qissa (Plural qisse) vorgetragen, die Anfang des 17. Jahrhunderts aufkam und bis Anfang des 20. Jahrhunderts die populärste Form der Punjabi-Volksliteratur war. Nach der frühesten bekannten Geschichte auf Panjabi in der Form von qisse des Dichters Damodar, die zwischen 1600 und 1615 entstand, gab es weitere Dichter, die ihre Versionen auf den Dörfern verbreiteten, bis sie bald von Sängern mit dhadd und sarangi aufgegriffen wurden. Unter Maharaja Ranjit Singh (reg. 1801–1839) begann in einer politisch stabilen und wirtschaftlich gesicherten Zeit die Gesangstradition mit dhadd und sarangi zu blühen. Dichter und Sänger waren an den Herrscherhäusern hoch angesehen. Dhadi-Gruppen erreichten gleichermaßen die Dörfer.
Zur Unterscheidung von den weltlichen Geschichten wurden die religiösen Anrufungen der Sikhs guru ka dhadi genannt. Die religiöse Gesangstradition ist bis heute lebendig. Die anderen, an geeigneten Plätzen (Panjabi: akhara) nahe Dörfern auftretenden Unterhaltungssänger der Volkserzählungen (gaun) erhielten den Beinamen gamantri. Ab der Mitte des 19. Jahrhunderts trugen die Volkssänger an den Fürstenhäusern von Patiala, Faridkot, Nabha und anderen Fürstenstaaten zum Ansehen der Herrscher (Maharadschas) bei und erhielten dafür Geschenke und regelmäßige Vergütungen. An den Höfen angestellte Sarangi-Meister zählten viele Dhadis zu ihren Schülern. Mit der Auflösungen der Fürstenstaaten in den 1950er Jahren war auch deren Patronage für die Dhadis beendet.

## Spielweise

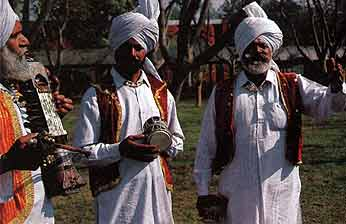
Typische Dhadi-Gruppe mit sarangi, dhadd und Sänger

### Volksliedtradition
Die weltlichen Lieder des Dhadi-Genres werden eingeteilt in:
- Heldenlieder, in denen die Taten von historischen und legendenumwobenen Kriegern besungen werden. Zu ihnen gehört Dulla Bhatti (eigentlich Rai Abdullah Khan Bhatti), ein Held der Rajputen, der im 16. Jahrhundert einen Aufstand gegen den Mogulkaiser Akbar I. anführte. Dasselbe taten die beiden Jugendlichen Jaimal Rathore und Patta (Fateh Singh Sisodiya) in den Jahren 1567 und 1568. Weitere kriegerische Helden in den Volkslegenden sind Dahud Badshah und Sucha Soorma.
- Liebesgeschichten, zu denen neben Hir und Ranjha die Paare Sohni und Mahiwal sowie Kaka und Partapi gehören. Letztere lebten in den 1880er Jahren nahe Ludhiana.
- Lieder, die regionale Adaptionen von Episoden aus den großen indischen Epen Mahabharata, Ramayana und aus den Puranas beinhalten.
- Moralische und erzieherische Geschichten aus dem Alltag.

Das Dhadi-Genre war im 19. Jahrhundert im ganzen Punjab verbreitet, sein Zentrum lag jedoch in der südöstlichen Punjab-Region Malwa, wo die meisten Dhadis zu den Familien der Mirasi und Mir gehörten. Viele bekannte Dhadis stehen in einer Lehrtradition (Gharana), in der ein ausgewählter musikalischer Stil und ein bevorzugtes Versmaß vom Lehrer auf die Schüler weitergegeben wird. Dhadis wählen später ihr Repertoire aus der Tradition mehrerer Lehrmeister. Die Ausbildung fand früher häufig im Umfeld eines Hindu- oder eines Sikhtempels (Gurdwara) statt, wo zugleich auch religiöse Inhalte vermittelt wurden. Eine wesentliche Eigenschaft der Dhadis war dennoch immer ihre religiöse Neutralität. Muslimische Dhadis singen gleichermaßen Episoden aus der hinduistischen Mythologie wie aus der Geschichte der Sikhs.
Die Verse sind in die drei hauptsächlichen Metren baint, sadd und kali gesetzt, wobei kali so populär wurde, dass der Begriff auch stellvertretend für die Dhadd-Sarangi-Balladen allgemein verwendet wird. Der Grund für die Bekanntheit von kali liegt in dessen Wurzel im Volksgesang kavishari aus Malwa, der vokal vorgetragen wird. Die Kombination aus kavishari mit Trommel und Streichlaute ergab die Form des kali. Die Verszeilen schließen mit einer Kadenz (mukhra) ab, die den Übergang zum Refrain (tora) bildet. Diese Begriffe für Formelemente beschreiben auch Teile des klassischen Ragas.
In früheren Zeiten, als es noch keine Lautsprecherverstärkung gab, fanden die Dhadi-Vorstellungen unter ein paar Bäumen an einem Teich am Rand eines Dorfes statt, einem Platz (akhara), der auch für religiöse Feiern (melas) nach dem Jahreskalender verwendet wurde. Das Publikum saß bei Aufführungen um eine Kreisfläche, in der sich die Musiker schrittweise abwechselnd zur einen, dann zur anderen Seite bewegten, wo sie jeweils zwei Verse vortrugen. Die mit weißen Gewändern und hohen Turbanen bekleideten Musiker hatten früher mit Kajal geschwärzte Augen, trugen lange Bärte und hoben sich so eindrucksvoll von der Landbevölkerung ab. Ihre Schrittfolgen und Posen gehörten mit zu ihrem Vortragsstil.
Anlässe für die Auftritte der Dhadis waren entweder religiöse Feste für einen lokalen Heiligen oder die Auftritte wurden aus einem anderen Grund von der Dorfgemeinschaft (panchayat) oder einer reichen, kunstsinnigen Privatperson organisiert. Um eine Erzählung (gaun) im traditionellen Stil und in voller Länge zu präsentieren, traten die Musiker gelegentlich an mehreren aufeinanderfolgenden Tagen auf. Die gesamte Liebesgeschichte von Hir und Ranjha dauert beispielsweise drei Tage, bei Kurzfassungen wurden nur die spannenden Episoden herausgepickt. Das allgemeine Publikum steckte bei solchen Konzerten den Musikern nach Belieben Geldscheine zu. Die meiste Zuwendung erhielten die Musiker jedoch von den Patrons, nach deren Geschmack sie folglich die gauns auswählten und denen sie sich häufig bei ihren Auftritten zuwandten.
Die mit der Auflösung der Fürstenstaaten in den 1950er Jahren beendete Patronage war die Hauptursache für den Niedergang der Dhadi-Tradition. Es trat keine finanzielle Förderung des Staates an ihre Stelle. In den 1960er Jahren begann dann mit dem allgemeinen Trend zur Verwestlichung der Kultur die bisherige Aufführungspraxis der Dhadis langsam zu verschwinden. Heute versammelt sich nur noch ein überwiegend älteres Publikum an den traditionellen Aufführungsplätzen am Dorfrand, wo einige wenige Dhadi-Gruppen ihre Geschichten in derselben Weise wie vor 100 Jahren vortragen. Übrig geblieben sind einige Tempel im ländlichen Raum, die Dhadi-Gruppen finanziell unterstützen und ihnen Aufführungsmöglichkeiten bei Festveranstaltungen bieten. Bekannten Gruppen werden regelmäßige Auftritte in Gurdwaras angeboten.
Zwei der bekanntesten, heute aktiven Dhadis sind Des Raj Lachkani und Sharif Idu Lalaudha. Der nahe Patiala geborene Sarangi-Spieler Des Raj trat bei großen religiösen Festen und Kulturveranstaltungen (melas) auf und gewann mehrere Wettbewerbe mit seinen im traditionellen Stil vorgetragenen Balladenformen var und kali. Seine in Malwa gesungenen Hir-Ranjha-Geschichten sind nach wie vor beliebt.
Sharif Idu verdiente früher zeitweilig seinen Lebensunterhalt, indem er einen Handkarren durch eine Kleinstadt nahe Chandigarh zog. Er wurde erstmals durch einen Auftritt bei der Hochzeit des Bhangra-Sängers Manohar Deepak einem größeren Publikum bekannt. 1986 nahm ihn das in Patiala gegründete staatliche North Zone Cultural Centre unter Vertrag. In den folgenden Jahren trat er als Sänger und Sarangi-Spieler in vielen Bundesländern auf Konzertbühnen auf.
Neben der Balladenform dhadi gibt es im Punjab weitere gesungene Versgattungen, die teilweise nur mit einem einzelnen Ritual oder mit einem jahreszeitlichen Ereignis verbunden sind, eine magische Bedeutung besitzen und von Frauen vorgetragen werden. Andere Versformen der Volkstradition wie boli, mahia und dhola gehören nicht zu einem bestimmten Anlass. Mit dem boli, der aus einzeiligen Versen besteht, die tappa (nicht verwandt mit dem klassischen Musikstil Tappa) genannt werden, können die Tanzstile jhumar oder giddha begleitet werden. Mahia ist ein regionaler Ausdruck für tappa, während dhola sich durch andere Melodien unterscheidet.

### Religiöse Tradition

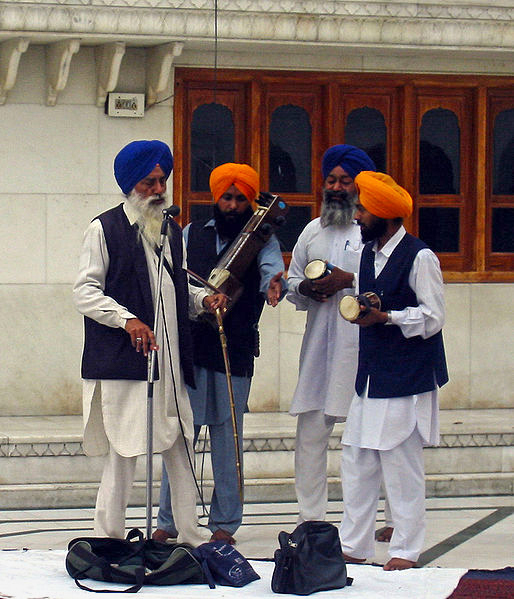
Religiöse Dhadi-Gruppe. Drei Musiker und ein Erzähler im Goldenen Tempel von Amritsar

Die religiöse Dhadi-Tradition steht unter der Patronage des Sikh-Verwaltungszentrums im Akal Takht in Amritsar. Diese Form des Balladengesangs (parsang) dient als Verbreitungsmedium, um die als tragisch empfundene, mit Leid und Gewalt verbundene Geschichte der Sikhs zu erzählen, was als Akt der kollektiven Selbstversicherung der heutigen Generation verstanden wird und deren politisches Bewusstsein stärken soll. Die Veranstaltungen können den Charakter von Kampfesreden annehmen. Eine Sikh-Dhadi-Gruppe besteht aus vier Mitgliedern. Zwei Spieler/Sänger mit dadh und einer mit sarangi werden von einem Sprecher ergänzt, der historische Erzählungen (itihasak prasanga) über die Sikh-Gurus und ihr Martyrium vorträgt und damit den inhaltlichen Hintergrund für die Musik liefert. In dieser Funktion spielten Dhadi-Aufführungen auch eine Rolle während der nationalistischen Aufstände der Sikhs in den 1980er Jahren, als erstmals auch Frauen die bislang den Männern vorbehaltene Bühne der Dhadi-Musik betraten. Im Zusammenklang mit dem Gesang der Männer und den Trommeln verkörpert der klagende und weiche Ton der sarangi die weibliche Stimme, zumal die Streichlaute als Begleitinstrument eines klassischen weiblichen Gesangsstils bekannt ist, wie er bis Anfang des 20. Jahrhunderts in den vornehmen Häusern gepflegt wurde. Unmittelbar vor dem ersten Angriff der indischen Armee auf den Goldenen Tempel sangen Frauen in dessen Nähe Heldenlieder und befeuerten mit ihren Stimmen die Kampfesbereitschaft der Sikhs. Ein Jahrzehnt später nannten Sikh-Sängerinnen als Grund, weshalb sie Heldenlieder vortrugen, sich in diese Kampfestradition stellen zu wollen. Das Wort dhadi erhielt durch die politische Situation einen entsprechend aufrührerischen Beiklang und machte so einen Bedeutungswandel gegenüber seinem ursprünglichen spirituellen Bezug mit.
Dhadi ist wie Kirtan eine devotionale Liedform und steht in den Hymnen des Adi Granth als ein Begriff für die mystische Verständigung mit dem Göttlichen. In diesem Sinn taucht das Wort dhadi bereits bei Guru Nanak auf. Kirtan (genauer sabad-kirtan oder shabad-kirtan) ist die übliche Liedform, in der die religiösen Verse der Sikhs begleitet von tabla und Harmonium vorgetragen werden, bei größeren Ensembles erweitert um die Saiteninstrumente sarangi, taus oder tanpura. Gelegentlich wird die sarangi durch die schlankere und leichtere Streichlaute dilruba ersetzt. Daneben gibt es das rezitierte Glaubensbekenntnis ardas. Im ardas wird an die Opfer erinnert, welche die Sikhgemeinschaft in der Geschichte erbracht hat, ohne jedoch im Unterschied zum Dhadi-Stil die Helden namentlich zu benennen, die im Kampf gegen die Ungerechtigkeit gefallen sind.
Vergleichbar mit der Einstellung der Gläubigen gegenüber dem samāʿ im Sufismus gibt es strenge Regeln und Reinigungsvorschriften zur richtigen Ausführung des Kirtan. Im Unterschied zur muslimischen Andachtsmusik samāʿ wurden beim Kirtan der Sikhs seit jeher zu den Trommeln auch Saiteninstrumente (etwa die sarinda) verwendet. In diesem musikalischen Rahmen der Religionsausübung, die in der nach innen gerichteten Meditation einen Weg zur Befreiung der Menschheit sucht, verkörpert der Dhadi den ins Mystische überhöhten göttlichen Barden.
Daneben gibt es einen sozialen Aspekt, der mit der Aufnahme des Begriffs dhadi in die religiösen Hymnen zusammenhängt. Der Sikhismus versteht jeden Menschen als gleichrangig in seinem Verhältnis zu Gott. Die heute als Angehörige einer der untersten Kasten angesehenen Dhadis gehörten sehr wahrscheinlich auch im 16./17. Jahrhundert zu einer niedrigen, von ihren reichen Auftraggebern abhängigen sozialen Schicht. Vermutlich standen sie während der Mogulzeit sozial unterhalb von den anderen Musikergruppen: den atai (hochrangige Musiker am Hof), gunijan (besaßen musiktheoretische Kenntnisse), darbārī oder huzuri. Die erste Gemeinschaft, die Guru Nanak um sich versammelt hatte, bestand bereits aus vielen niedrigkastigen Gruppen und war egalitär ausgerichtet. Die Aufnahme der Dhadis, die wohl die älteste Musikergemeinschaft bildeten und die meist muslimische Namen trugen, kann folglich als Kritik am herrschenden Klassensystem aufgefasst werden.
Ein befragter Sikh-Musiker äußerte die Ansicht, das Dhadi-Genre (dhadi kala) sei ein goldenes Behältnis, also eine reine musikalische Form, die mit religiösen oder säkularen Inhalten gefüllt werden kann.